# Crushed Butler
Crushed Butler — британская рок-группа, существовавшая между 1969 и 1971 годами.
Согласно «Pretty Vacant: история британского панка» от 2008 года, эта группа «была во многих случаях первой Британской прото-панк командой». Члены группы сформировали из Read’s Beat Existentialists группу The Gorillas и занялись сольной карьерой.

## История группы
Crushed Butler сформирована в 1969 году Йосе Гектором (Jesse Hector) (гитара, вокал), Аланом Батлером (Alan Butler) (бас-гитара), и Дэррилом Рэдом (Darryl Read) (барабаны). Они исполняли кавер-версии песен других групп перед тем, как начать запись собственного материала.

В начале 1971 года группа сменила название на Tiger и состав так же сменился, включив Бэрри Митчелла (Barry Mitchell), официального члена раннего состава Queen. После этого Нил Кристиан (Neil Christian) из The Crusaders некоторое время был их менеджером как группы Tiger, с Артуром Андерсеном (Arthur Anderson) на бас-гитаре, но это не принесло им успеха, и они разделились через год после того, когда Дэрил Рэд (Darryl Read) стал работать композитором на Track Records.

Гектор и Батлер продолжили деятельность под названием Helter-Skelter пока не сформировали The Hammersmith Gorillas (позже сокращено до The Gorillas), в то время Рэд начал сольную карьеру в качестве актёра. Работа Рэда включала 3 альбома (Beat Existentialist (1991) и Freshly Dug (1999) с Рей Мензарек (Ray Manzarek), Bleeding Paradise — последний, в 2007). В 2000 году он стал звездой наравне с Джэми Форманом (Jamie Foreman) и Зутом Мани (Zoot Money) в художественном фильме Помни День (Remember a Day) с запрещённой рок-звездой Роджером Баннерманом (Roger Bannerman) в главной роли. В настоящий момент он играет на рок-концертах со своейгруппой Beat Existentialists в Европе и США. Его более поздние литературные работы включают биографический роман Stardom Road, и SET, содержащий поэтические работы, иллюстрированный Джорджем Андервудом (George Underwood).

Записи Crushed Butler в конце концов были изданы Dig The Fuzz Records в 1998 году на альбоме «Uncrushed».

## Дискография
- Crushed Butler Uncrushed 'First Punks from the British Underground 1969—1971' (1998), Dig the Fuzz records — (first release on 10 inch Vinyl)
- Crushed Butler Uncrushed (2005), RPM records — reissued as Uncrushed: First Punks from the British Underground 1969—1971' CD album (bonus track)
- Crushed Butler Uncrushed (2005), Madstar Records Germany — reissue CDBABY digital distribution
- Crushed Butler Uncrushed (2009) Radio Heart Beat Records (with new bonus track on 12" Vinyl
- Crushed Butler Its My Life /My Sons Alive vinyl single (2010) Windian Records USA